# BRM P153

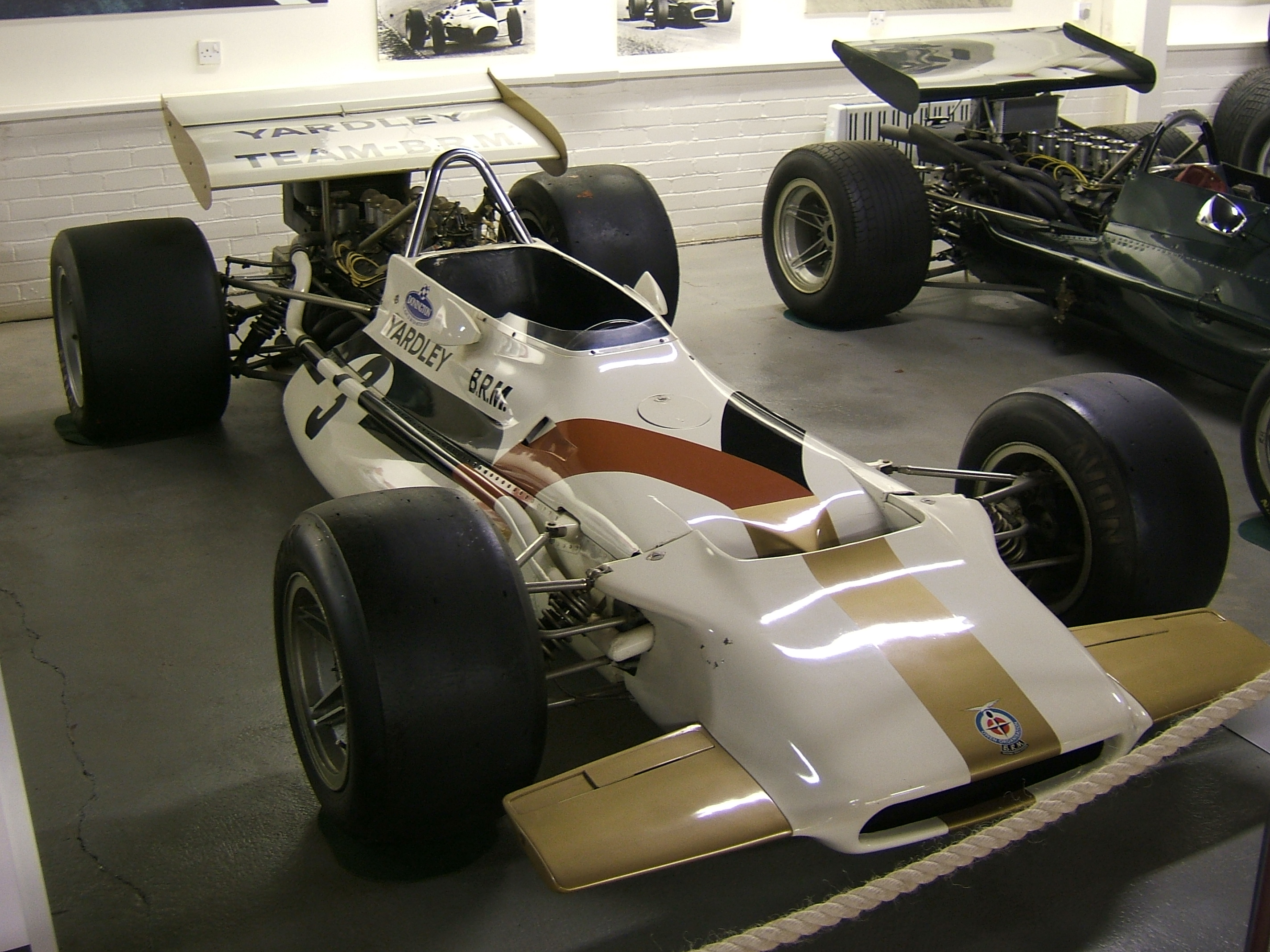
BRM P153

Der BRM P153, auch als B.R.M. P153 bezeichnet, war ein Formel-1-Rennwagen, gebaut und eingesetzt von 1970 bis 1972 vom britischen Formel-1-Team British Racing Motors.
B.R.M., das Weltmeisterteam von 1962, holte 1969 den Designer Tony Southgate, um ein neues Auto zu bauen. Southgate modifizierte schon den P139, ehe er sich an die Entwürfe für den P153 machte. Der Wagen hatte ein einfaches und leichtes Monocoque in Badewannenform, das zum Markenzeichen für dieses Fahrzeug und das Nachfolgemodell, den P160, wurde. In den beiden wulstigen Flanken, links und rechts des Cockpits, befanden sich die Tanks. Die Aufhängung war konventionell, nur die Bremsen waren bei allen vier Rädern nach außen verlagert, für das Jahr 1970 eine ungewöhnliche Idee (heute Standard). Der P153 war der erste B.R.M., der nicht in Grün (die Farbe der britischen Rennställe) erschien, sondern in der Lackierung des Sponsors Yardley.
Der schwere, aber leistungsstarke V12-Motor wurde gründlich überarbeitet, um näher an die V8-Motoren von Cosworth heranzukommen. Der Wagen war handlich, leicht abzustimmen und galt allgemein als guter Wurf.
Pedro Rodríguez gewann damit 1970 den Großen Preis von Belgien in Spa-Francorchamps und erzielte den ersten Grand-Prix-Sieg für B.R.M. seit Jackie Stewarts Erfolg 1966 in Monaco. Obwohl 1971 schon der P160 folgte, wurde der P153 weiter überarbeitet und für die jeweils dritten und vierten Fahrer im Team (B.R.M. setzte zeitweise vier Werkswagen ein) an den Start gebracht. Als  P153B lief er sogar noch 1972, hatte aber schon die Radaufhängung des neuen P160.